# Chiesa di Sant'Ignazio d'Antiochia
La chiesa di Sant'Ignazio di Antiochia è un luogo di culto cattolico di Roma, situato nel quartiere Appio Claudio, in via Appia Nuova.

## Storia
Essa fu costruita tra il 1956 (il 7 ottobre la posa della prima pietra) ed il 1957 su progetti dell'architetto Tullio Rossi e dedicata da monsignor Ettore Cunial il 12 ottobre del 1957.
La chiesa è sede dell'omonima parrocchia, istituita dal cardinale vicario Clemente Micara il 18 settembre 1952 con il decreto Quotidianis curis.
Ha ricevuto la visita di papa Giovanni XXIII il 7 aprile 1963 e da papa Giovanni Paolo II il 16 marzo 1980.

## Descrizione

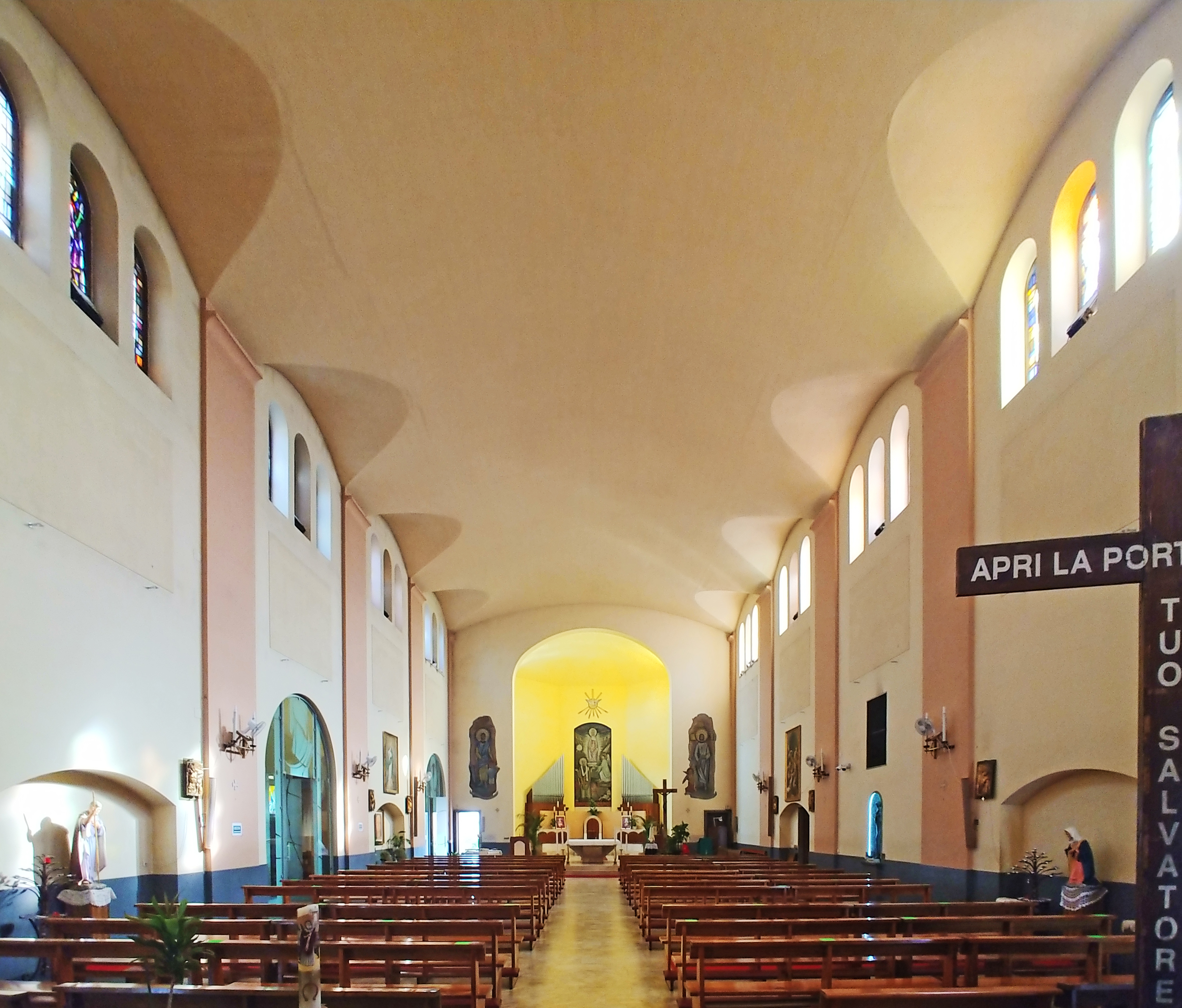
Interno

Esternamente la chiesa si presenta divisa in due parti da una tettoia, che copre le tre porte d'ingresso, e lungo il cui bordo vi è la dedica al santo titolare della chiesa. Nella parte superiore sono inserite tre finestre arcuate, sopra le quali è posta una statua di Cristo redentore. La facciata è affiancata da una massiccia torre campanaria in laterizio.
L'interno dell'edificio, a pianta longitudinale, presenta un'abside e tre cappelle sul lato sinistro. Nell'abside è posto un mosaico, opera di Gilda Nagni e Franco D'Urso, con la Vergine in trono con il bambino e sant'Ignazio: il santo è rappresentato nelle vesti episcopali, mentre riceve da un angelo la palma del martirio. Assieme alla Via crucis di Alessandro Monteleone, nella chiesa spiccano le vetrate realizzate da Laura Redini Giuliani, con la rappresentazione di diversi santi della chiesa cattolica: Luigi Gonzaga, papa Pio X, Elisabetta d'Ungheria, Rita da Cascia, sant’Anna, Caterina da Siena, Chiara d'Assisi, Policarpo di Smirne, san Clemente. Inoltre, si possono ancora ammirare:
- due mosaici, posti ai lati dell'ingresso, che raffigurano, da un lato il Crocifisso e dall'altro San Giuseppe;
- sull'altare maggiore un Crocifisso in bronzo su croce di legno, opera di Francesco Nagni.